# Quetzalcoatl

Quetzalcóatl

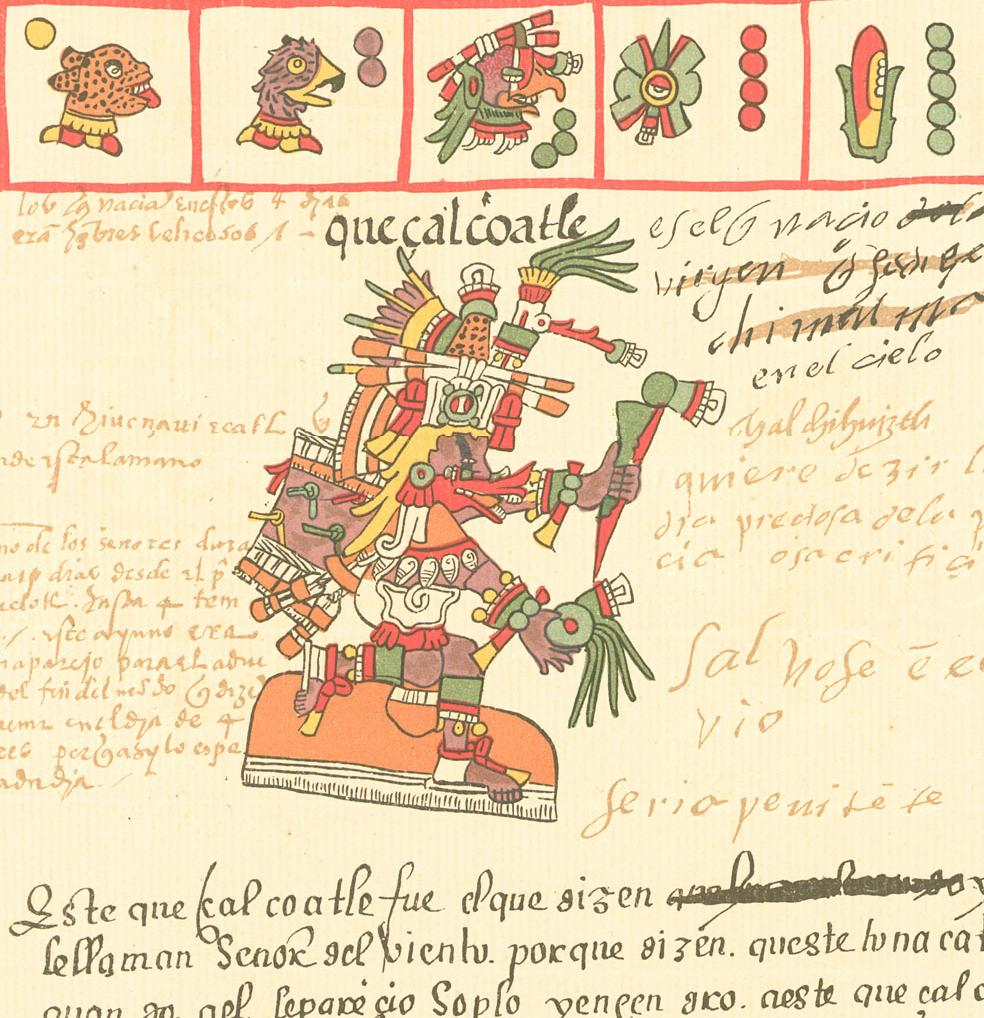
Quetzalcóatl nel Codice Telleriano-Remensis

Quetzalcóatl (in nahuatl: Quetzalcōātl, AFI: /ket͡saɬ'kowaːt͡ɬ/ , «serpente piumato», «gemello prezioso» o «serpente divino») è il nome azteco del dio serpente piumato dell'antica Mesoamerica, fra le divinità più importanti per molte civiltà messicane e centro-americane.
Tra gli Aztechi, le cui credenze sono ben documentate, Quetzalcoatl viene venerato come dio del vento, di Venere, dell'alba, dei mercanti, delle arti, dei mestieri e della conoscenza. È considerato l'inventore della scrittura e della coltivazione del mais. Quetzalcoatl è uno degli dei più importanti nel pantheon azteco, assieme a Tlaloc, Tezcatlipoca e Huitzilopochtli. Assume frequentemente le sembianze di Ehēcatl, lo “spirito del vento”. Ha numerose manifestazioni, fra cui Tlahuizcampatecuhtli e Xolotl.

## Significato del nome
Il nome “Quetzalcoatl” deriva dal nāhuatl “quetzal[li]-cōhuātl”. “Quetzalli” indica qualcosa di divino o prezioso (in alcuni contesti è inteso come “bello”, anche non di corpo) mentre “Cōhuātl” significa “Serpente”. Secondo alcuni significa letteralmente serpente con piume di Quetzal (il che rimanda a qualcosa di divino o prezioso), anche se non tutti sono d'accordo. Infatti l'uccello Quetzal all'epoca non veniva chiamato così.
I vari significati riferiti al suo nome nelle altre lingue mesoamericane sono abbastanza similari. I Maya lo chiamavano Kukulkán, i Quiché, Gukumatz.
Oltre che come «serpente (cohuatl)-piumato/bello/prezioso (quetzal[li])», il nome può essere anche interpretato come «gemello (coatl) prezioso (quetzalli)», in quanto Quetzalcoatl è il gemello di Xolotl: i due, come stella del mattino e stella della sera, scomparivano per poi ricomparire dopo aver soggiornato nel mondo sotterraneo dei morti.

## Miti

### Nascita
Esistono molti miti riguardanti le gesta di Quetzalcoatl che variano a seconda delle civiltà e del periodo storico. Le leggende riguardanti la nascita del Dio non fanno eccezione.
Secondo una versione, Quetzalcoatl nacque da una vergine chiamata Chimalman, alla quale il dio Ometeotl apparve in sogno. In un'altra storia, la stessa Chimalman concepì Quetzalcoatl ingoiando un pezzo di giada (o uno smeraldo; forse per questo fu chiamato Quetzalcoatl: “Smeraldo” in nahuatl si dice “Quetzalitzli”). Una terza versione narra che Chimalman fu colpita da una freccia scagliata da Mixcoatl e nove mesi dopo diede alla luce un bambino a cui diede nome Quetzalcoatl.
Un'altra versione narra come una donna chiamata Coatlicue ebbe quattromila figli che la abbandonarono per andare a formare la Via Lattea. Coatlicue, triste per la solitudine, iniziò a piangere e lamentarsi. Ometeotl fu mosso a compassione dall'atteggiamento di Coatlicue e fece scendere una piuma sacra dal cielo, attraverso la quale ingravidò Coatlicue, che diede alla luce Quetzalcoatl e Tezcatlipoca.
Secondo un altro mito, Quetzalcoatl è uno dei quattro figli di Ometecuhtli e Omecihuatl, i quattro Tezcatlipocas, ognuno dei quali rappresenta un colore ed una direzione cardinale. Sull'Ovest presiede il Tezcatlipoca bianco, Quetzalcoatl, il dio di luce, giustizia, pietà e vento. Sul Sud presiede il Tezcatlipoca blu, Huitzilopochtli, il dio della guerra. Sull'Est il Tezcatlipoca rosso, Xipe Totec, il dio dell'oro, dell'agricoltura e della primavera. Per finire, sul Nord presiede il Tezcatlipoca nero, conosciuto semplicemente come Tezcatlipoca, il dio del giudizio, della notte, dell'inganno, della magia e della Terra.
Alcuni miti sostengono che Queztalcoatl sia figlio di Xochiquetzal e Mixcoatl.

### Leggenda del Quinto Sole

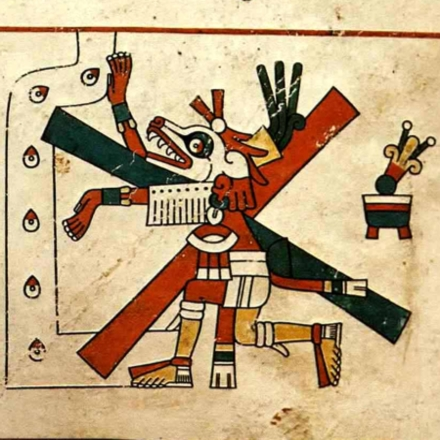
Xolotl, amico fedele, guida, aspetto e compagno d'avventure di Quetzalcoatl, rappresentato nel Codice Fejérváry Mayer.

Secondo la leggenda del quinto sole come narrata da Bernardino de Sahagún, all'inizio c'erano solo Tezcatlipoca, Xipe Totec, Quetzalcoatl e Huitzilopochtli, i quattro Tezcatlipoca.
All'inizio Quetzalcoatl e Tezcatlipōca erano in eterno conflitto. A turno crearono il mondo finendo sempre per distruggerlo.
I due riconobbero di aver fallito, e così decisero di provare un'ultima volta a fare il mondo. Si recarono allora nell'oceano primordiale dove viveva Cipactli, in parte coccodrillo e in parte pesce. Lì provarono a ucciderla, ma lei mangiò un piede a Tezcatlipoca. Per quest'ultimo sarebbe stata la fine se Quetzalcoatl non avesse messo uno specchio al posto del piede di Tezcatlipoca. (In alcune versioni del mito, fu proprio Quetzalcoatl a tagliare il piede di Tezcatlipoca per usarlo come esca per attirare Cipactli).
Ad ogni modo, i due si trasformarono in serpenti e tirarono Cipactli finendo per dividerla in due: con una metà crearono il cielo e con l'altra la terra.
Poi Quetzalcoatl, per creare l'umanità, andò nel Mictlan. Come mostra un'immagine del Codice Borgia, Tezcatlipoca sostituì Quetzalcoatl negli incarichi ufficiali mentre quest'ultimo era nel Mictlan.
Dal Mictlan Quetzalcoatl, aiutato da Xolotl, attraversando diverse peripezie riuscì a uscire vivo con le ossa dei morti. Macinandole e bagnandole di sangue divino, le ossa si animarono e divennero i primi umani.
Molto tempo dopo, dal sacrificio di Nanahuatzin e di Tecciztecatl nacquero il Sole e la Luna, ma il Sole era immobile. Solo col sacrificio degli dèi il Sole avrebbe potuto muoversi nel cielo.
Toccò a Quetzalcoatl il compito di sacrificare gli altri dèi al Sole. Dopo aver raccolto la vita degli dèi la inviò al Sole con una grande raffica di vento, in modo che le vite arrivassero al Sole e che così potesse muoversi. Per ripagare gli dèi del loro grande sacrificio gli Aztechi praticavano il sacrificio umano.
Ma la storia non finisce qui: secondo alcune versioni, infatti, Quetzalcoatl, preso dal rimorso, sarebbe partito con una zattera verso una terra a Oriente.

### La Leggenda di Quetzalcoatl
Molto probabilmente questa è solo una versione romanzata della vita del re Ce Acatl Topiltzin, e non un mito del dio Quetzalcoatl.
Quetzalcoatl era il figlio di Chimalmā e del guerriero Mixcóatl. Regnò su Tula.
Egli era un uomo puro, ritenuto un esempio, un modello di vita. Però abolì i sacrifici umani (sostituendoli con offerte di dolci e animali), cosa che non piacque molto, soprattutto ai guerrieri e ai sacerdoti.
Suo fratello Tezcatlipoca, per gelosia o per far tornare in vigore i riti sanguinari Toltechi, provò a rendere impuro Quetzalcoatl. Quetzalcoatl (secondo questa versione del mito, ma non secondo le altre) era molto brutto: Tezcatlipoca sfruttò la cosa a suo vantaggio.
Fece vedere a Quetzalcoatl il suo riflesso in uno specchio e questi, disperato, chiese di farsi aiutare. Tezcatlipoca allora gli diede una bevanda alcolica dicendo che avrebbe risolto il problema della bruttezza. Quetzalcoatl, per la prima volta fu ubriaco e si innamorò di sua sorella, Quetzalpetlatl. Quetzalcoatl fu così disonorato.
Impazzito dal dolore si gettò nel fuoco e vi morì. A seconda delle versioni resuscitò e fu condannato all'esilio da Tezcatlipoca.

#### Altre versioni
In alcune versioni, Quetzalcoatl era un serpente piumato poi trasformato in umano da Tezcatlipoca; Xolotl gli diede allora una maschera con cui Quetzalcoatl soleva coprirsi il volto. In alcune versioni il cuore di Quetzalcoatl divenne la stella del mattino.

## Culto

### Il serpente piumato
La divinità del serpente piumato ha rivestito una certa importanza, sia nell'arte che nella religione, in gran parte del territorio mesoamericano, per quasi 2.000 anni, dall'età pre-classica fino alla conquista spagnola. Tra le civilizzazioni che praticavano il culto del serpente piumato ricordiamo gli olmechi, i mixtechi, i toltechi, gli aztechi ed i maya.

### Lo Spirito del Vento

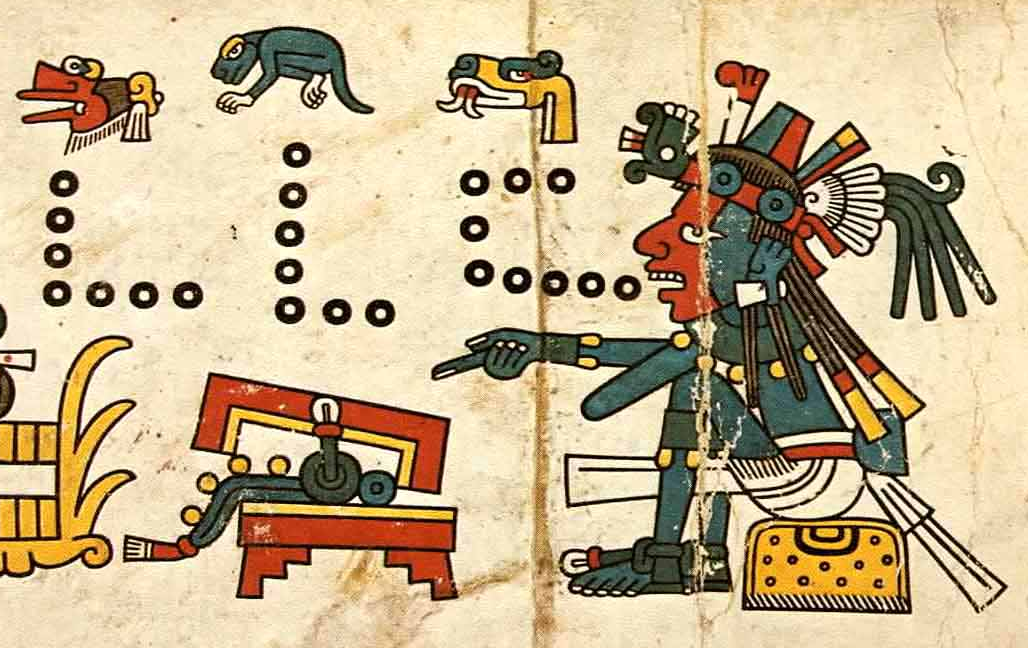
Ehecatl, Spirito del Vento, nel Codice Fejérváry-Mayer

Nelle culture del Mesoamerica una figura molto popolare è lo Spirito del Vento. «Vento» è anche un giorno del calendario di Anahuac (noto come Tonalpohualli o Tzolkin). Quetzalcōatl aveva anche la funzione di „Spirito del Vento”. Sotto questo aspetto è noto anche come ‘Ehécatl' (ossia «Vento»). Nel suo aspetto di Ehécatl, Quetzalcóatl assumeva l'aspetto di un uomo vestito di nero con una maschera rossa e nera simile ad un becco d'uccello oppure, in alternativa, come un uomo con la pelle azzurra e la faccia rossa. I capelli spesso sono biondi, ma nel Codice Laud e nel Codice Fejérváry-Mayer non mancano eccezioni.

### Quetzalcoatl: un personaggio storico
Quetzalcoatl è inoltre il protettore dei sacerdoti. Alcune leggende lo descrivono come oppositore dei sacrifici umani, mentre altri lo descrivono mentre li sta praticando. Potrebbe darsi che Quetzalcoatl, dopo aver sacrificato gli altri Teotl e avendo provato orrore abbia proibito i sacrifici.
I sacerdoti ed i re mesoamericani a volte prendevano il nome delle divinità che veneravano, perciò, Quetzalcoatl, Gukumatz e Kukulcan sono anche nomi di personaggi storici. Basti pensare a Ququmatz, il re Quiché.
Un famoso sovrano tolteco post-classico si chiamava Quetzalcoatl; egli è probabilmente il Kukulcan che invase lo Yucatán all'incirca nello stesso periodo e quindi potrebbe essere la stessa persona. Secondo alcune testimonianze anche i miztechi avrebbero avuto un sovrano chiamato con il nome del Serpente piumato. Nel X secolo un re associato al culto di Quetzalcoatl regnò sopra i toltechi: il suo nome era Cē Ācatl Topiltzin Quetzalcōhuātl. Si disse di questo re che fosse il figlio del grande guerriero chichimeca Mixcoatl e della donna colhuacana di nome Chimalman, oppure un loro discendente.

### Quetzalcoatl e Tezcatlipoca, il sistema dualistico dei toltechi
I toltechi avevano un sistema dualistico di culto. L'opposto di Quetzalcoatl era Tezcatlipoca; secondo ciò che si dice che Tezcatlipoca ha costretto all'esilio Cē Ācatl Topiltzin Quetzalcōhuātl. Lui accettò e partì su una imbarcazione fatta di serpenti, promettendo di ritornare.
Quando gli aztechi adottarono la cultura dei toltechi fecero di Tezcatlipoca e Quetzalcoatl due divinità gemelle, opposte ed uguali. Quetzalcoatl veniva anche chiamato il bianco per distinguerlo ed opporlo al nero Tezcatlipoca. Insieme, hanno creato il mondo e, durante la creazione, Tezcatlipoca perse un piede.

## Hernan Cortes e Quetzalcoatl
Secondo ciò che scrissero gli spagnoli, l'imperatore azteco Montezuma II credette all'inizio che lo sbarco di Hernán Cortés nel 1519 fosse il ritorno di Quetzalcoatl. Cortés giocò molto su questa convinzione, che gli rese più facile la conquista del Messico.
Gli storici moderni hanno ipotizzato che in realtà si trattasse di un falso mito, infatti le prime testimonianze al riguardo risalgono solo a dopo la morte di Cortés e nessuna fonte precolombiana ha mai neppure citato il profetizzato ritorno del Dio.

## Le caratteristiche di Quetzalcoatl
Il significato esatto delle caratteristiche di Quetzalcoatl varia a seconda delle civilizzazioni e del periodo storico. Quetzalcoatl è stato spesso considerato il dio della stella del mattino ed il suo fratello gemello Xolotl era la stella della sera (Venere). Come stella del mattino era conosciuto con il titolo di Tlahuizcalpantecuhtli, che significa letteralmente "il signore della stella dell'alba". Fu conosciuto come inventore dei libri e del calendario, colui che donò il mais al genere umano e, a volte, è stato anche considerato il simbolo della morte e della resurrezione. Quetzalcoatl era anche il protettore dei sacerdoti e rivestiva il ruolo di sommo sacerdote azteco.
Nella maggior parte dei culti mesoamericani era contemplato il ciclo dei mondi. Di solito, l'epoca terminata nel 2012 veniva considerata il quinto mondo, mentre i quattro precedenti erano stati distrutti dal diluvio, dal fuoco e via dicendo. Si racconta poi che Quetzalcoatl fosse andato a Mictlan, il mondo sotterraneo, ed avesse creato il genere umano del quinto mondo dalle ossa delle razze che lo avevano preceduto (con l'aiuto di Cihuacoatl), usando il suo stesso sangue per infondere alle ossa nuova vita.
Secondo un racconto azteco Quetzalcoatl fu sedotto dalla sorella gemella di Tezcatlipoca (in alcune versioni la sorella si chiamerebbe Quetzalpetlatl) mentre era ubriaco, ma poi si uccise dandosi fuoco per il rimorso. Il suo cuore divenne la stella del mattino (vedi Tlahuizcalpantecuhtli).
A seconda delle leggende, Quetzalcoatl era un uomo pallido e barbuto oppure un uomo che indossava una maschera rossa (o rossa e nera) simile a un becco, e aveva capelli e barba biondi. Nel suo aspetto di Tlahuizcalpantecuhtli aveva la pelle grigia e i capelli biondi, con nei bianchi su tutto il corpo.